# Krasne (powiat przeworski)
Krasne – wieś w Polsce położona w województwie podkarpackim, w powiecie przeworskim, w gminie Adamówka.
W latach 1853–1975 Krasne administracyjnie należało do powiatu jarosławskiego. 
W latach 1975–1998 miejscowość należała administracyjnie do województwa przemyskiego.

## Części wsi
| SIMC    | Nazwa      | Rodzaj    |
| ------- | ---------- | --------- |
| 0598799 | Bliźniaki  | część wsi |
| 0598807 | Capłapy    | część wsi |
| 0598813 | Dzióbanka  | część wsi |
| 0598820 | Kazimierka | część wsi |
| 0598836 | Szuliki    | część wsi |

## Historia
W 1897 roku wybrano zwierzchność gminną, której naczelnikiem został Ilko Kmiecik, a w 102 domach było 595 mieszkańców.
Rozporządzeniem Ministra Spraw Wewnętrznych z 14 lipca 1934 roku została utworzona Gmina (zbiorowa): Adamówka i w jej skład weszły zlikwidowane gminy jednostkowe: Adamówka, Cieplice, Dobcza, Dobra, Krasne, Majdan Sieniawski, Pawłowa i Słoboda.
Według W. Kubijowicza w 1939 roku w Krasnem było 650 mieszkańców (w tym: 380 Ukraińców, 260 Polaków i 10 Żydów). W latach 1943–1945 nacjonaliści ukraińscy z OUN-UPA zamordowali tutaj 20 Polaków. W 1945 roku polscy partyzanci dokonali mordów na Ukraińcach. W 1945 roku na Ukrainę wysiedlono 144 osób z 34 domów.

## Kościół
Budowę kościoła w Krasnem rozpoczęto w 1937 roku z inicjatywy ks. Stanisława Szpetnara, a ukończono dopiero w 1955 roku, a 9 czerwca 1955 roku kościół został poświęcony przez biskupa przemyskiego Franciszka Bardę. Parafia została erygowana 30 kwietnia 1957 roku pw. św. Judy Tadeusza.

## Oświata
Szkoła w Krasnem została zorganizowana reskryptem Rady szkolnej krajowej 1 września 1891 roku. Przydatnym źródłem archiwalnym do poznawania historii szkolnictwa Galicyjskiego są austriackie Szematyzmy Galicji i Lodomerii, które podają wykaz szkół ludowych, wraz z nazwiskami ich nauczycieli.
W latach 1891–1892 szkoła była filialna, a od 1892 była jednoklasowa. W latach 1891–1911 nie było stałego nauczyciela (posada nieobsadzona). W latach 1911–1914? nauczycielką była Maria Dolska. W 1924 roku kierownikiem 1-klasowej szkoły był Aleksander Tereszkowski.

## Zobacz
- gmina Cieplice
- gromada Adamówka
- gromada Cieplice